# Worcester, Sydafrika

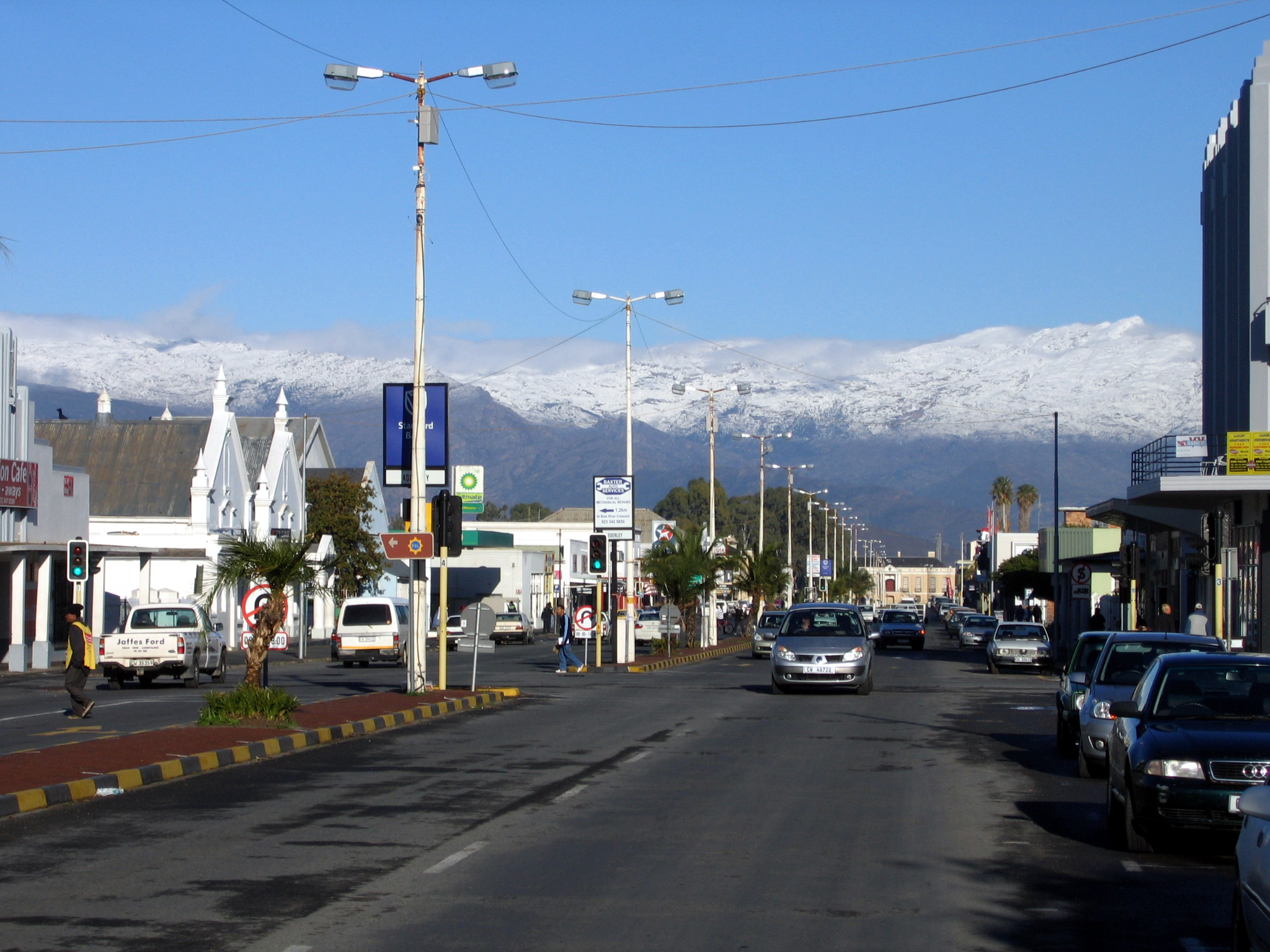
Gata i Worcester.

Worcester är en stad i kommunen Breede Valley i Västra Kapprovinsen i Sydafrika, och är belägen nordost om Kapstaden. Folkmängden var 97 078 invånare vid folkräkningen 2011, på en yta av 73,15 kvadratkilometer.